# Maison de la Roche
La Maison de la Roche est un habitat semi-troglodytique original situé sur la commune de Laveissière dans le Cantal.

## Description
Il s'agit d'une maison construite dans un enclos le long de la rue principale du village. Elle est adossée à un rocher de basalte de 10 mètres de hauteur.

## Histoire
La Maison de la Roche tient son origine des années 1850. Le propriétaire de la maison d'à côté propose à son frère cet enclos sur lequel se trouvait cet énorme rocher. La maison fut donc réalisée par les deux frères avec les matériaux du sol de la commune (pierre, chaux, lauze, bois, ...). 
À l'époque, il s'agissait d'une modeste demeure dans laquelle il y avait une cuisine et un salon-chambre avec des alcôves et du mobiliers en bois. À noter aussi la présence d'une petite écurie sur le côté de la maison.